# Olympische Jugend-Winterspiele 2020/Skispringen
Bei den III. Olympischen Jugend-Winterspielen 2020 in Lausanne fanden drei Wettbewerbe im Skispringen statt. Neben jeweils einem Einzelspringen der Jungen und Mädchen von der Normalschanze fand zusätzlich ein Mixed Teamspringen statt, an dem auch Athleten der Nordischen Kombination teilnahmen. Des Weiteren nehmen die Skispringer auch am Skispringen des sportartenübergreifende Wettbewerbs Mixed-Staffel, Normalschanze / 4 × 3,3 km in der Nordischen Kombination teil, wo auch Skilangläufer, nach dem Springen im Skilanglauf antreten werden. Austragungsort ist das Centre nordique Les Tuffes in der französischen Gemeinde Prémanon, die unmittelbar an der Schweizer Grenze liegt.

## Zeitplan
| Zeitplan Skispringen  | Zeitplan Skispringen | Zeitplan Skispringen |
| Wettbewerbe           | Januar               | Januar               |
| Wettbewerbe           | 19.                  | 20.                  |
| --------------------- | -------------------- | -------------------- |
| Jungen Normalschanze  |                      |                      |
| Mädchen Normalschanze |                      |                      |
| Mixed Teamspringen 1) |                      |                      |
| Entscheidungen        | 2                    | 1                    |

   Medaillenentscheidung

## Bilanz

### Medaillenspiegel
| Platz  | Land       | Gold | Silber | Bronze | Gesamt |
| ------ | ---------- | ---- | ------ | ------ | ------ |
| 1      | Österreich | 2    | –      | 1      | 3      |
| 2      | Russland   | 1    | –      | –      | 1      |
| 3      | Frankreich | –    | 1      | 1      | 2      |
| 4      | Japan      | –    | 1      | –      | 1      |
| 4      | Slowenien  | –    | 1      | –      | 1      |
| 6      | Tschechien | –    | –      | 1      | 1      |
| Gesamt | Gesamt     | 3    | 3      | 3      | 9      |

### Medaillengewinner
| Disziplin             | Gold                                                                      | Silber                                                      | Bronze                                                                |
| --------------------- | ------------------------------------------------------------------------- | ----------------------------------------------------------- | --------------------------------------------------------------------- |
| Jungen Normalschanze  | Marco Wörgötter                                                           | Mark Hafnar                                                 | David Haagen                                                          |
| Mädchen Normalschanze | Anna Schpynjowa                                                           | Joséphine Pagnier                                           | Štěpánka Ptáčková                                                     |
| Mixed Teamspringen 1) | ÖsterreichLisa Hirner Stefan Rettenegger Julia Mühlbacher Marco Wörgötter | JapanAyane Miyazaki Yūto Nishikata Machiko Kubota Sota Kudo | FrankreichEmma Tréand Marco Heinis Joséphine Pagnier Valentin Foubert |

## Ergebnisse

### Jungen Normalschanze
| Platz | Land | Athlet                 | 1. Durchgang | 1. Durchgang | 2. Durchgang | 2. Durchgang | Gesamt |
| Platz | Land | Athlet                 | Weite (m)    | Punkte       | Weite (m)    | Punkte       | Punkte |
| ----- | ---- | ---------------------- | ------------ | ------------ | ------------ | ------------ | ------ |
| 1     | AUT  | Marco Wörgötter        | 91,5         | 130,9        | 90,0         | 126,8        | 257,7  |
| 2     | SLO  | Mark Hafnar            | 91,0         | 121,9        | 89,0         | 125,2        | 247,1  |
| 3     | AUT  | David Haagen           | 88,0         | 123,0        | 86,0         | 121,5        | 244,5  |
| 4     | RUS  | Danil Sadrejew         | 87,0         | 122,1        | 85,5         | 121,3        | 243,4  |
| 5     | RUS  | Ilja Mankow            | 89,0         | 118,7        | 85,0         | 117,8        | 236,5  |
| 6     | SLO  | Jernej Presečnik       | 88,0         | 118,1        | 81,5         | 115,7        | 233,8  |
| 7     | POL  | Adam Niżnik            | 85,0         | 115,2        | 82,5         | 114,8        | 230,0  |
| 8     | NOR  | Iver Olaussen          | 84,5         | 111,1        | 87,5         | 118,4        | 229,5  |
| 9     | KAZ  | Danil Wassiljew        | 87,0         | 110,7        | 85,5         | 110,1        | 220,8  |
| 10    | FRA  | Valentin Foubert       | 83,0         | 105,5        | 84,0         | 110,8        | 216,3  |
| 11    | CZE  | Jiří Konvalinka        | 81,5         | 106,0        | 83,0         | 108,7        | 214,7  |
| 12    | SUI  | Lean Niederberger      | 73,5         | 107,9        | 84,0         | 106,6        | 214,5  |
| 13    | GER  | Luca Geyer             | 83,0         | 101,4        | 84,0         | 110,9        | 212,3  |
| 14    | ITA  | Mattia Galiani         | 79,0         | 101,0        | 83,0         | 110,5        | 211,5  |
| 15    | ITA  | Daniel Moroder         | 82,5         | 110,6        | 81,0         | 97,9         | 208,5  |
| 16    | FRA  | Enzo Milesi            | 81,0         | 102,8        | 82,0         | 102,9        | 205,7  |
| 17    | GER  | Finn Braun             | 70,0         | 98,8         | 80,0         | 103,3        | 202,1  |
| 18    | GBR  | Sam Bolton             | 86,5         | 97,7         | 82,0         | 102,2        | 199,9  |
| 19    | HUN  | Flórián Molnár         | 84,0         | 101,8        | 77,5         | 97,4         | 199,2  |
| 20    | SUI  | Yanick Wasser          | 81,0         | 102,0        | 80,5         | 96,3         | 198,3  |
| 21    | NOR  | Simen Aasen Markeng    | 80,0         | 97,9         | 77,5         | 98,5         | 196,4  |
| 22    | USA  | Erik Belshaw           | 82,0         | 102,2        | 75,5         | 93,8         | 196,0  |
| 23    | POL  | Jan Habdas             | 82,0         | 103,1        | 75,0         | 89,0         | 192,1  |
| 24    | EST  | Markkus Alter          | 80,5         | 92,5         | 76,5         | 96,0         | 188,5  |
| 25    | CZE  | Petr Vaverka           | 74,0         | 90,1         | 78,5         | 95,2         | 185,3  |
| 26    | KAZ  | Nurschat Tursynschanow | 70,0         | 89,6         | 78,0         | 93,5         | 183,1  |
| 27    | FIN  | Kasperi Valto          | 76,0         | 84,5         | 72,5         | 83,7         | 168,2  |
| 28    | UKR  | Anton Kortschuk        | 72,5         | 80,4         | 69,5         | 84,0         | 164,4  |
| 29    | FIN  | Tomas Kuisma           | 72,5         | 79,4         | 69,5         | 84,0         | 163,4  |
| 30    | CAN  | Stéphane Tremblay      | 72,0         | 81,7         | 66,5         | 71,3         | 153,0  |
| 31    | ROU  | Florin Feroiu          | 72,0         | 76,4         | 66,0         | 75,7         | 152,1  |
| 32    | USA  | Landon Lee             | 68,0         | 73,1         | 67,5         | 76,4         | 149,5  |
| 33    | EST  | Karel Rammo            | 68,5         | 69,5         | 68,5         | 78,5         | 148,0  |
| 34    | UKR  | Jurij Janjuk           | 66,5         | 68,3         | 68,5         | 69,3         | 137,6  |
| 35    | ROU  | Robert Săndulescu      | 62,5         | 52,0         | 59,5         | 68,2         | 120,2  |
| 36    | CAN  | Noah Rolseth           | 52,0         | 40,4         | 58,0         | 75,3         | 115,7  |
|       | JPN  | Sota Kudo              | DSQ          | DSQ          | DSQ          | DSQ          | DSQ    |

Datum: 19. Januar 2020, 14:00 Uhr

### Mädchen Normalschanze
| Platz | Land | Athlet                | 1. Durchgang | 1. Durchgang | 2. Durchgang | 2. Durchgang | Gesamt |
| Platz | Land | Athlet                | Weite (m)    | Punkte       | Weite (m)    | Punkte       | Punkte |
| ----- | ---- | --------------------- | ------------ | ------------ | ------------ | ------------ | ------ |
| 1     | RUS  | Anna Schpynjowa       | 85,0         | 119,8        | 84,0         | 109,8        | 229,6  |
| 2     | FRA  | Joséphine Pagnier     | 82,0         | 124,2        | 79,5         | 98,6         | 222,8  |
| 3     | CZE  | Štěpánka Ptáčková     | 80,0         | 109,7        | 83,5         | 104,9        | 214,6  |
| 4     | AUT  | Julia Mühlbacher      | 81,5         | 113,0        | 74,5         | 92,9         | 205,9  |
| 5     | JPN  | Machiko Kubota        | 82,5         | 107,3        | 73,0         | 95,2         | 202,5  |
| 6     | JPN  | Yuna Kasai            | 82,5         | 109,3        | 74,0         | 86,9         | 196,2  |
| 7     | SLO  | Lara Logar            | 80,5         | 105,5        | 74,0         | 86,1         | 191,6  |
| 8     | CZE  | Klára Ulrichová       | 78,0         | 100,3        | 76,0         | 89,4         | 189,7  |
| 9     | ITA  | Jessica Malsiner      | 74,5         | 96,8         | 76,0         | 92,8         | 189,6  |
| 10    | CHN  | Zhou Fangyu           | 77,0         | 102,7        | 81,0         | 81,1         | 183,8  |
| 11    | ITA  | Giada Tomaselli       | 76,0         | 94,8         | 78,5         | 85,6         | 180,4  |
| 12    | GER  | Anna Jäkle            | 74,0         | 95,2         | 73,5         | 84,5         | 179,7  |
| 13    | GER  | Michelle Göbel        | 73,5         | 98,1         | 70,5         | 79,5         | 177,6  |
| 14    | AUT  | Vanessa Moharitsch    | 76,0         | 93,8         | 73,0         | 83,6         | 177,4  |
| 15    | SUI  | Emely Torazza         | 72,0         | 95,9         | 72,0         | 81,4         | 177,3  |
| 16    | SLO  | Pia Mazi              | 74,5         | 93,8         | 74,0         | 83,0         | 176,8  |
| 17    | KAZ  | Weronika Schischkina  | 72,5         | 97,8         | 73,0         | 78,0         | 175,8  |
| 18    | RUS  | Alina Borodina        | 75,0         | 94,5         | 69,0         | 76,9         | 171,4  |
| 19    | NOR  | Nora Midtsundstad     | 70,0         | 89,7         | 67,0         | 79,3         | 169,0  |
| 20    | FIN  | Julia Tervahartiala   | 69,0         | 92,3         | 69,0         | 76,2         | 168,5  |
| 21    | USA  | Annika Belshaw        | 68,5         | 90,5         | 66,0         | 73,4         | 163,9  |
| 22    | NOR  | Heidi Dyhre Traaserud | 71,5         | 87,2         | 63,5         | 66,7         | 153,9  |
| 23    | USA  | Paige Jones           | 68,0         | 82,2         | 70,5         | 70,9         | 153,1  |
| 24    | SUI  | Rea Kindlimann        | 69,0         | 76,8         | 61,5         | 57,9         | 134,7  |
| 25    | ROU  | Anamaria Folea        | 64,0         | 64,8         | 63,0         | 68,0         | 132,8  |
| 26    | POL  | Wiktoria Przybyła     | 63,5         | 63,6         | 69,0         | 67,5         | 131,1  |
| 27    | UKR  | Witalina Herassymjuk  | 59,0         | 62,6         | 64,0         | 63,6         | 126,2  |
| 28    | UKR  | Tetjana Pylyptschuk   | 63,0         | 65,0         | 63,0         | 55,1         | 120,1  |
| 29    | KAZ  | Amina Tuchtajewa      | 61,0         | 57,5         | 64,5         | 61,0         | 118,5  |
| 30    | FIN  | Annamaija Oinas       | 59,5         | 61,3         | 55,0         | 47,2         | 108,5  |
| 31    | GEO  | Esmiralda Gobosowa    | 58,0         | 60,0         | 53,0         | 38,3         | 098,3  |
| 32    | ROU  | Maria Chindriş        | 56,5         | 61,9         | 54,5         | 34,2         | 096,1  |
| 33    | POL  | Wiktoria Polanowska   | 55,5         | 47,4         | 53,5         | 31,6         | 079,0  |
|       | EST  | Triinu Hausenberg     | DNS          | DNS          | DNS          | DNS          | DNS    |

Datum: 19. Januar 2020, 10:30 Uhr

### Mixed Teamspringen
| Platz | Team                                                                                     | 1. Durchgang          | 1. Durchgang                  | 2. Durchgang          | 2. Durchgang                  | Gesamt  |
| Platz | Team                                                                                     | Weite (m)             | Punkte                        | Weite (m)             | Punkte                        | Punkte  |
| ----- | ---------------------------------------------------------------------------------------- | --------------------- | ----------------------------- | --------------------- | ----------------------------- | ------- |
| 01    | Österreich Lisa Hirner Stefan Rettenegger Julia Mühlbacher Marco Wörgötter               | 0 80,0 85,0 82,0 91,5 | 499,9 112,1 131,8 124,7 131,3 | 0 81,0 84,0 82,0 80,0 | 486,5 118,5 131,0 114,0 123,0 | 0 986,4 |
| 0 2   | Japan Ayane Miyazaki Yūto Nishikata Machiko Kubota Sota Kudo                             | 0 79,0 85,5 83,0      | 471,6 110,6 122,5 114,8 123,7 | 0 78,0 80,0 77,0 86,5 | 466,4 112,1 121,8 107,3 125,2 | 0 938,0 |
| 0 3   | Frankreich Emma Tréand Marco Heinis Joséphine Pagnier Valentin Foubert                   | 0 71,0 88,0 87,0 73,0 | 439,7 96,0 124,3 122,6 96,8   | 0 70,0 84,0 82,5 76,0 | 447,0 96,3 123,0 121,3 106,4  | 0 886,7 |
| 0 4   | Russland Alexandra Tichonowitsch Wladimir Malow Anna Schpynjowa Danil Sadrejew           | 0 62,0 80,0 84,0 84,5 | 447,3 81,4 117,9 127,0 121,0  | 0 68,0 74,5 79,0 87,0 | 433,1 79,1 110,9 114,8 128,3  | 0 880,4 |
| 0 5   | Slowenien Silva Verbič Matic Hladnik Lara Logar Mark Hafnar                              | 0 74,5 77,0 79,5 87,5 | 444,6 97,7 105,3 117,6 124,0  | 0 69,0 76,5 70,0 82,5 | 421,4 94,6 108,3 95,0 123,5   | 0 866,0 |
| 0 6   | Deutschland Jenny Nowak Jan Andersen Michelle Göbel Luca Geyer                           | 0 89,0 89,5 DSQ 80,0  | 363,1 114,6 132,3 0,0 116,2   | 0 82,0 85,5 80,5 80,0 | 460,7 108,6 128,5 112,3 111,3 | 0 823,8 |
| 0 7   | Norwegen Thea Minyan Bjørseth Johan Fredriksen Orset Heidi Dyhre Traaserud Simen Markeng | 0 78,0 77,0 67,0 77,0 | 403,5 108,6 111,4 84,1 99,4   | 0 81,0 79,5 68,0 74,0 | 417,0 121,8 113,8 79,8 101,6  | 0 820,5 |
| 0 8   | Tschechien Tereza Koldovská Jan Šimek Štěpánka Ptáčková Jiří Konvalinka                  | 0 67,0 80,5 83,0 78,0 | 413,7 75,4 117,5 111,6 109,2  | 0 62,5 80,0 79,0 73,0 | 403,9 77,8 116,1 105,9 104,1  | 0 817,6 |
| 0 9   | Italien Annika Sieff Stefano Radovan Jessica Malsiner Daniel Moroder                     | 0 74,0 82,0 DSQ       | 333,5 106,3 117,5 109,7 0,0   | 0 72,0 81,0 73,5 78,5 | 418,3 104,0 114,6 90,9 108,8  | 0 751,8 |
| 0 10  | Finnland Annamaija Oinas Waltteri Karhumaa Julia Tervahartiala Tomas Kuisma              | 0 62,5 84,0 78,5 64,5 | 373,1 71,5 127,4 97,2 77,0    | 0 60,5 77,0 64,5 69,0 | 352,6 62,2 115,3 85,8 89,3    | 0 725,7 |
| 0 11  | Vereinigte Staaten Alexa Brabec Niklas Malacinski Paige Jones Landon Lee                 | 0 65,5 79,5 70,5 64,5 | 353,9 72,0 126,6 86,0 70,8    | 0 58,5 78,0 63,0 66,0 | 323,2 60,5 110,0 70,8 81,9    | 0 677,1 |
| 0 12  | Schweiz Emely Torazza Nico Zarucchi Rea Kindlimann Lean Niederberger                     | 0 DNS 73,5 68,0 79,0  | 290,7 0,0 107,5 79,2 104,0    | 0 DNS 65,5 66,5 81,0  | 270,4 0,0 87,7 77,2 105,5     | 0 561,1 |

Datum: 20. Januar 2020, 10:30 Uhr
Die Teams bestanden aus einem männlichen und einer weiblichen Kombinierer sowie einer Skispringerin und einem Skispringer.
Anmerkung